# Alfred Gansiniec
Alfred Konrad Gansiniec ps. Ferdek (ur. 29 października 1919 w Giszowcu, zm. 20 marca 1999 w Katowicach) − polski hokeista, trener, olimpijczyk i wychowawca śląskiej młodzieży.
Pochodził z biednej robotniczej rodziny. Przygodę z hokejem rozpoczął już w dzieciństwie na stawach w Giszowcu (obecnie dzielnicy Katowic) na własnoręcznie zrobionym sprzęcie. Drewniane buty z drutem u spodu służyły za łyżwy. Latem zbierał gałęzie, z których robił kije na sezon zimowy. Był pierwszym, który wprowadził letnią zaprawę kondycyjną dla hokeistów. Zawodnik grający jako środkowy napastnik, a pod koniec kariery jako obrońca. Zawodnik OMP Giszowiec, Polonii Janów, Siły Giszowiec, Górnika Janów, Górnika Katowice i Fortuny Wyry. W młodości grywał także w piłkę ręczną.
W reprezentacji Polski wystąpił 47 razy zdobywając 15 bramek. W 1948 wziął udział w Zimowych Igrzyskach Olimpijskich w St. Moritz i w Zimowych Igrzyskach Olimpijskich 1952 w Oslo. Wystąpił również w mistrzostwach świata w RFN w 1955. Po zakończeniu kariery zawodniczej trener (m.in. Naprzodu Janów, Zagłębia Sosnowiec). W 1959 prowadził reprezentację Polski.

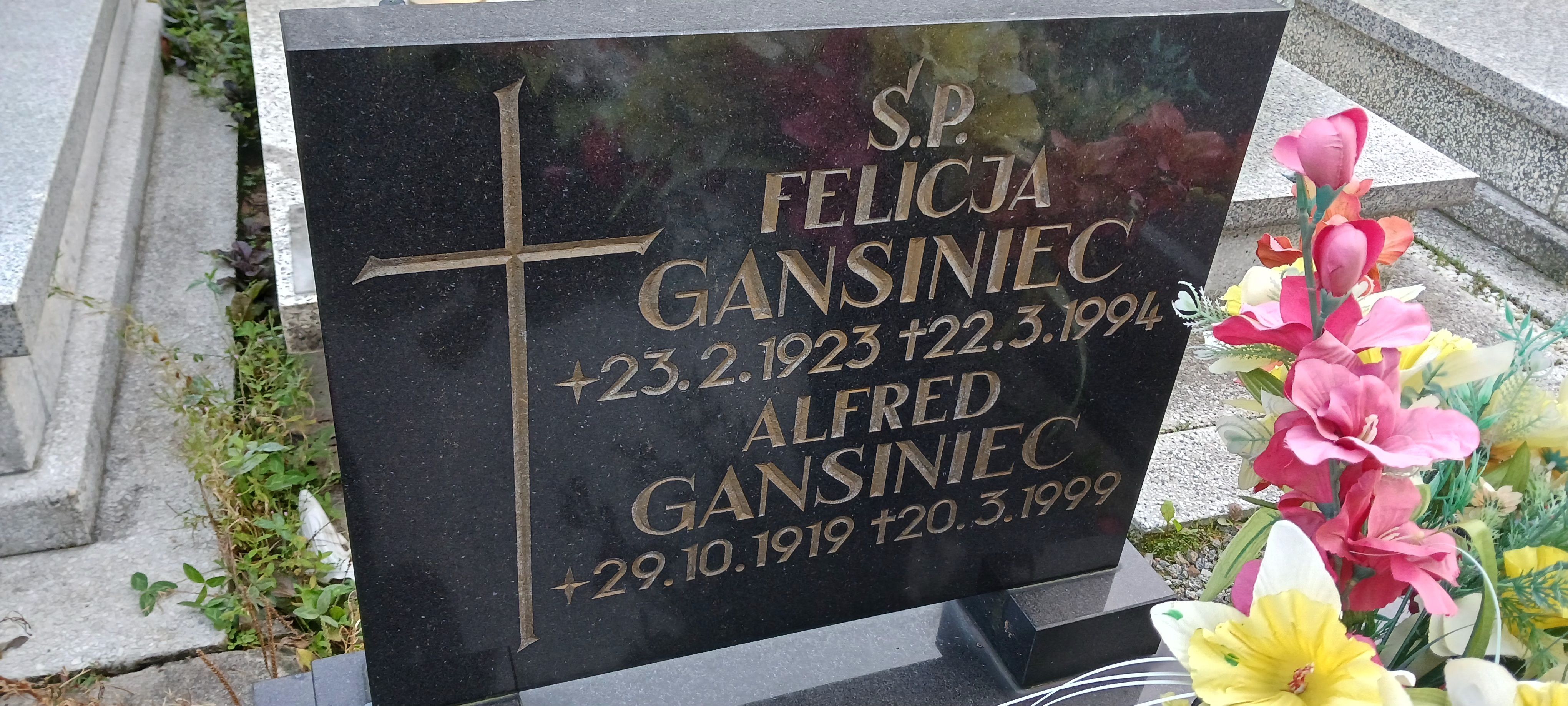
Grób hokeisty Alfreda Gansińca na cmentarzu parafialnym przy ul. Górniczego Stanu w Katowicach-Giszowcu.